# Omladinskih brigada
La rue Omladinskih brigada (en serbe cyrillique : Омладинских бригада) est située à Belgrade, la capitale de la Serbie, dans la municipalité urbaine de Novi Beograd.

## Parcours
La rue Omladinskih brigada prend naissance au niveau d'un carrefour giratoire qui la relie au Bulevar Mihaila Pupina et à la rue Pariske komune (« rue de la Commune de Paris »). Elle s'oriente vers le sud-ouest et traverse le Bulevar Zorana Đinđića puis le Bulevar Arsenija Čarnojevića (qui fait partie de la route européenne E 75) ainsi que la rue Đorđa Stanojevića. Elle accentue alors sa course en direction du sud et traverse la rue Jurija Gagarina. Toujours en direction du sud, la rue se termine près de la rive de la Save.

## Architecture
L'église Saint-Dimitri est située au n° 3 de la rue.

## Éducation
La rue abrite l'école maternelle Biser, située au n° 106, et l'école Sma au n° 136.
L'école élémentaire 20. oktobar est située au n° 138 ; l'école Ratko Mitrović se trouve au n° 58.
L'école technique Novi Beograd (Tehnička škola Novi Beograd) se trouve au n° 25

## Économie
Le quartier d'affaires d'Airport City est situé au n° 88 de la rue ; il forme un complexe de 14 immeubles de verre, utilisés pour des bureaux et pour des commerces de détail.
Le siège social de la KBC Banka Beograd, filiale du groupe belge KBC cotée à la Bourse de Belgrade, est situé au n° 90v.
La rue compte deux supermarchés Mini Maxi, l'un situé au n° 88a, l'autre au n° 208 ; un supermarché Maxi est situé au n° 55a.

## Transports
La rue est desservie par la société GSP Beograd. Elle est parcourue par les lignes de bus 17 (Konjarnik – Zemun Gornji grad), 18 (Medaković III - Zemun Bačka), 67 (Zeleni venac – Novi Beograd Blok 70a), 68 (Zeleni venac – Novi Beograd Blok 70), 69 (Dépôt Sava – GO Novi Beograd), 73 (Novi Beograd Blok 45 – Batajnica), 76 (Novi Beograd Blok 70a – Hôpital de Bežanijska kosa), 88 (Zemun Kej oslobođenja – Novi Železnik), 94 (Novi Beograd Blok 45 – Miljakovac I), 601 (Gare principale de Belgrade – Surčin), 610 (Zemun Kej oslobođenja – Jakovo), 611 ( Zemun Kej oslobođenja – Dobanovci), 612 (Novi Beograd Pohorska – Kvantaška pijaca – Nova Galenika) et 708 (Blok 70a - Plavi horizonti - Zemun polje).